# Gheorghe Plagino
Gheorghe Alexandru Plagino (n. 16 noiembrie 1876, Plăginești, Râmnicu-Sărat, România, România – d. 3 mai 1949, București, România), cunoscut și cu numele George Plagino, a fost primul sportiv care a reprezentat România la Jocurile Olimpice. În 1900 a participat la ediția a doua a Jocurilor Olimpice, care a avut loc la Paris. Concurând la tir, proba de talere, Gheorghe Plagino a ocupat locul 13 (din 31 de participanți), acumulând 11 puncte.

## Biografie
Numele Plagino este legat de comuna Dumbrăveni, căreia se pare ca i-a dat numele, aceasta numindu-se mai întâi Plăginești, apoi Plăinești. Fanariotul Aicachi Plagino a avut un fiu, Alexandru Plagino, ginere al domnitorului Țării Românești (1849-1856). Numele boierului Alexandru Plagino este întâlnit în conflictul dintre moșnenii satului Cândești și egumenul grec al schitului Recea, care primise ca danie din partea locuitorilor locul din jurul schitului înainte de 1710. Conform sentințelor judecătorești din 13 februarie 1859, 7 noiembrie 1859 și 6 mai 1860, pământul este câștigat de Plagino. Moșia acestuia se întindea pe 14.000 ha teren arabil si 45.000 ha păduri, „de la Tătăranu la Mihăiasca, Gugesti, Popesti, Dragosloveni, pe Ramnic in sus pană la Gura Caliției, Dealul Bordeștilor, Gurguiata, Moșiroiu, la Tamboiești, Candești, Târgu Cucului, plus pădurile de la Dealul Lung până spre Carpați”. Prin secularizarea din 1863, averea schitului este preluată de stat. Moșia Plagino e moștenita de Iancu Fridmann, care fuge în final în Franța, rămânând cu datorii mari fața de săteni.
Boierul Plagino este menționat de Virgil Paragina în volumul Contribuții vrâncene la cultura națională pentru un generos gest obștesc. În anul 1901 el donează Primăriei Focșani un imobil al său din strada George Pruncu (actuala str. Ana Ipătescu), in scopul de a fi folosit pentru o școala profesionala. Administratia orașului cere donatorului să accepte schimbarea destinației imobilului în unitate sanitară cu paturi, ca fundație particulară, întreținută prin contribuția cetățenilor, propunere acceptată de boier. Astfel ia ființă la Focșani „Adăpostu Comunal”, cu 20 de paturi, prima instituție de asistenta socială din țara, care dăinuie până în anul 1936. În prezent, imobilul este folosit de o școala de șoferi. 
Fiul său, Gheorghe Alexandru Plagino născut in 1876 la Dumbrăveni, este primul sportiv român participant la Jocurile Olimpice moderne, la Paris în 1900 și al doilea român, după George Gh. Bibescu, cooptat ca membru al CIO, în anul 1908. A făcut parte, de asemenea, din Comitetul Olimpic Român între 1914-1938. Aflat la Paris, în anul 1900, în timpul celei de-a doua ediții a Jocurilor Olimpice, Plagino s-a înscris în concursurile de tir, cu titlu individual, clasându-se pe locul al 13-lea din cei 51 de concurenți la proba de tir, cu 11 talere lovite din 20 posibile. În 1908, a fost ales al 57-lea membru al Comitetului Internațional Olimpic prin vot poștal (al 35-lea în funcție), fiind retras de către autoritațile comuniste în februarie 1948. A fost al 2-lea român membru al Comitetului Internațional Olimpic, după George Gh. Bibescu (1899-1901), fiul fostului domnitor al Țării Românești, Gheorghe Bibescu (1843-1848). A deținut apoi funcții de conducere în cadrul mișcării sportive din România, fiind vicepreședinte al Comitetului Olimpic Român (1923-40) și președinte al Uniunii Federațiilor Sportive din România - UFSR (1933-1940).